# Long Neck
Long Neck és una concentració de població designada pel cens dels Estats Units a l'estat de Delaware. Segons el cens del 2000 tenia 1.629 habitants.

## Demografia
Segons el cens del 2000, Long Neck tenia 1.629 habitants, 817 habitatges, i 545 famílies. La densitat de població era de 252,6 habitants/km².
Dels 817 habitatges en un 10,5% hi vivien nens de menys de 18 anys, en un 58,6% hi vivien parelles casades, en un 5,6% dones solteres, i en un 33,2% no eren unitats familiars. En el 29,1% dels habitatges hi vivien persones soles el 19,3% de les quals corresponia a persones de 65 anys o més que vivien soles. El nombre mitjà de persones vivint en cada habitatge era d'1,99 i el nombre mitjà de persones que vivien en cada família era de 2,38.
Per edats la població es repartia de la següent manera: un 10,4% tenia menys de 18 anys, un 3,2% entre 18 i 24, un 13,6% entre 25 i 44, un 32,3% de 45 a 60 i un 40,5% 65 anys o més.
L'edat mediana era de 62 anys. Per cada 100 dones de 18 o més anys hi havia 89,9 homes.
La renda mediana per habitatge era de 34.688 $ i la renda mediana per família de 47.917 $. Els homes tenien una renda mediana de 27.117 $ mentre que les dones 30.179 $. La renda per capita de la població era de 25.172 $. Aproximadament el 6,3% de les famílies i el 8,4% de la població estaven per davall del llindar de pobresa.

## Poblacions més properes
El següent diagrama mostra les poblacions més properes.